# Пикколос, Николаос
Николаос Пикколос греч.  Νικόλαος Πίκκολος  15 ноября 1792 Велико-Тырново — 16 марта 1865 Париж) — видный деятель греческого просвещения первой половины 19-го века, медик, филолог, писатель, драматург и переводчик.

## Биография
Пикколос родился в 1792 году в османском Велико-Тырново сегодняшней Болгарии. Пикколос (итальянское «маленький»), скорее всего, кличка, закрепившаяся в качестве фамилии. Французский филолог Эггер, Эмиль,  считает, что он греко-болгарского происхождения. Болгарские исследователи утверждают об его происхождении из болгарской семьи, под именем Никола Савов Хаджиилиев. Однако, сам Пикколос нигде в своих трудах и словом не обмолвился о своём якобы болгарском происхождении, не говоря уже о том, что не писал по-болгарски. Везде и всюду он употребляет слова «наш греческий язык», «наш греческий народ» и, оскорблённый словами Байрона в «Гяуре», Пикколос пишет: «чужеземцы обвиняют нас, греков, в том, что мы остаёмся в рабстве…»:37.
В начале 19-го века Пикколос обосновался в Бухаресте, где учился в основанной в 1679 году греческими господарями Валахии Княжеской Академии у Ламброса Фотиадиса и Константиноса Вардалахоса. Впоследствии он сам преподавал в Академии французский язык, с 1810 и на протяжении пяти лет и, одновременно, принимал участие в деятельности «Филологического общества Бухареста», которое создал православный епископ Венгро-Валахии грек Игнатиос.

## Хиос
В 1815 году Пикколос последовал за Вардалахосом, который отправился преподавать вместе с Неофитосом Вамвасом в Греческом училище Хиоса. В этом училище Пикколос преподавал в период 1815-16 годов. В феврале 1817 года, на Хиосе, Пикколос написал «Пеан Образованию», где в первых строках перефразировал стих, приписываемый Ригасу Фереосу: «Идите, дети эллинов, время Славы настаёт» (Δεύτε παίδες των Ελλήνων, ο καιρός της δόξης ήλθε). У Пикколоса Пеан начинается словами: «Идите, храбрые эллины/Идите, охотно, юноши /К божественному Парнасу» (Δεύτε, Έλληνες γενναίοι !/ Δράμετε προθύμως, νέοι /Είς τον θείον Παρνασσόν…):37.

## Одесса
В 1818 году Вардалахос был приглашён преподавать в «Греческое торговое училище» Одессы, став впоследствии его директором:215.
Пикколос, в том же году, вновь последовал за Вардалахосом, на этот раз в Одессу.
В Одессе он стал членом тайного греческого революционного общества Филики Этерия.
Гетеристы осознавали, что театр был прекрасным пропагандистским оружием, чтобы воодушевить греков «для участия в сверхчеловеческом движении, которое им предстояло», и приняли решение систематизировать дело греческой сцены.
Среди прочих пьес, в 1818 году на одесской сцене был поставлен «Фемистокл» итальянца Метастазио в переводе Пикколоса и Филоктит Софокла, который Пикколос переложил на современный ему разговорный греческий язык. «Все были в экстазе, — писал один из зрителей, — и греки, со слезами на глазах, непрерывно рукоплескали»:A-270.
На представлении «Филоктита» присутствовал Ланжерон, Александр Фёдорович, который поздравил участников представления:220.
7 сентября того же года была поставлена уже оригинальная пьеса Пикколоса «Смерть Демосфена». Фотиадис, Димитрис отмечает, что в этой пьесе Пикколоса «с бедной, конечно техникой, есть чудесная фраза: „Гражданином, прежде всего, должен быть каждый, кто желает быть человеком“»:А-271.
Вся выручка первого представления пошла на финансовую поддержку греческих школ Одессы:220.

## Париж
В 1819 году Пикколос переехал в Париж, где учился медицине.
Здесь он подружился с Адамантием Кораисом и познакомился с филэллином Клодом Форьелем. С последним Пикколос сотрудничал, собирая греческие народные песни.
Всего несколько месяцев после своего прибытия в Париж, Пикколос добился расположения и доверия мнительного Кораиса и стал самым доверенным его сотрудником. Кораис доверил Пикколосу переписывание своих работ, которые намеревался издавать анонимно. Сотрудничество Пикколоса и Кораиса было тесным в период 1819—1822 гг. и продолжилось до смерти последнего. Пикколос «остался верен памяти и демократическим принципам своего великого друга»:17.

## Ослепи народ Твой
В период 1819—1821 годов борьба между представителями Греческого просвещения и Вселенской Патриархии достигла своего наибольшего накала. В условиях сформированных «Священным союзом» в Европе, Патриархия предприняла агрессивную политику с целью нейтрализации центров Греческого просвещения и контроля над деятельностью его представителей. В подконтрольных османам регионах эта политика увенчалась успехом, поскольку в течение двух лет основные центры Просвещения были нейтрализованы или ослабли:8.
В 1819 году местные представители Патриархии сумели закрыть в Смирне детище Кораиса, «Филологическую Гимназию»:15.
В 1820 года Пикколос написал небольшую поэму под заголовком «Н. С. Пикколос. Врачу Г.Гларакису, возвращающемуся на свою родину, Хиос». Поэма была опубликована в греческом журнале Вены «Логиос Эрмис» (Ερμής ο Λόγιος — Учёный Гермес) в июле 1820 года и, как пишет Ф. Илиу, «является типичным примером среднего качества поэтической продукции Просвещения». Поэма, как и многие другие произведения Новогреческого Просвещения, имеет дидактический и риторический характер, оформлена древними мотивами и мифологическими представлениями, где демонстрируется знание античности, «которое может быть впечатляло читателя той эпохи, но ослабляло качество поэтической речи»:11.
Однако османской цензуре при этом академизме было сложно определить наличие в поэме революционных идей.
В поэме закрытие Смирнской гимназии называлось «мерзкими семенами Ада» (Σπέρματα Άδου βδελυρά), и упоминалась «ночь, опустившаяся над несчастной Грецией, которую раздирает дикий Питон и Суеверие (Δεισιδαιμονία) сестра Невежества (Αμαθεία)».
Публикация поэмы вызвала немедленную реакцию в Константинополе, в особенности влиятельного монаха синаита Иллариона, на которого были возложены исключительные полномочия по контролю духовной жизни и осуществлению политики Патриархии в вопросах образования.
В своём письме Пикколос пишет, что Илларион «угрожал выдать его османам». «Мне стало известно, что слова „Свобода и против варваров битва“ сильно огорчили господина Иллариона». Пикколос припомнил Иллариону его угрозу «сдать Кораиса закованным в кандалы» и «наказать смертью 5-6 его учеников». В завязавшейся полемике Пикколос, играя со словом мул, именует Иллариона «Святой Муларион»:29.
Пикколос продолжает: «кто из православных не знает псалма „Спаси народ Твой и благослови наследие Твое“ (Пс. 27:9, Из Божественной литургии святого отца нашего Иоанна Златоуста)».
«Этот верный туркам сторонник варварства готов провозгласить: „Ослепи народ Твой и растранжирь впустую наследие Твое“»:30.
На присвоение патриаршей типографии, которую возглавлял Илларион, имени «Типография греческого рода», Пикколос отвечал словами, что «Греция — это не только Константинополь, типографии есть и на Хиосе, и в Кидониес (Айвалык)»:51.
Патриаршим указом было велено всем владельцам книжных магазинов Константинополя не продавать никакой книги, не прошедшей церковного контроля. Пикколос, доводя свою полемику до крайностей, пишет, что это «Святой Муларион вызвал подобный патриарший указ». «Инквизиция сейчас стала совершенной. Ничто в Константинополе не может быть ни напечатано, ни продано, если предварительно не прошло через контроль Иллариона», писал Пикколос:51.
Османские власти, обеспокоенные революционным брожением, вызвали патриаршью анафему против греков, издававших за рубежами империи либеральные книги. В анафеме Пикколос был среди поимённо названных:9.
Это была третья анафема, которой Григорий V (Патриарх Константинопольский) предал кого-либо: ей предшествовала анафема клефтов Пелопоннеса в 1806 году, воинственных горцев — сулиотов в декабре 1820 года, почти одновременно с анафемой либералам Кораису и Пикколосу. Сулиоты были ещё раз преданы анафеме через месяц, в январе 1821 года:А-402.
Противостояние выходило за рамки идеологической борьбы. Кроме угроз Иллариона о выдаче туркам, стали распространяться слухи об организации им убийств. Кораис писал, что «гонители философии не располагали сами ножами, но могли занять ножи (у власти)»:66.
Кораис был обеспокоен деятельностью митрополита Хиоса Платона, направленной на нейтрализацию «Гимназии Хиоса» и Н. Вамваса.
Пристальное рассмотрение хронологии закрытия «Гимназии Хиоса» показывает, что «Гимназия» была закрыта не по причине турецких гонений с началом Греческой революции в 1821 году, а по причине предшествующих мер церкви:72.
Кульминацией этой политики Патриархии был синод 23 марта 1821 года, когда в Константинополе уже шли аресты и резня православных греков по причине начала военных действий греческих этеристов в Придунайских княжествах. Предав перед этим (11 марта) анафеме Александра Ипсиланти, патриарх Григорий счёл это достаточным для защиты христианского населения, как минимум, в османской столице. Консервативные круги патриархии решили, что в этих условиях у них появились новые возможности борьбы против «карбонариев», и синод занялся делом К.Кумаса.

## Греческая революция
В марте 1821 года восстание охватило Пелопоннес. Турки начали массовую и повсеместную резню греков, включая Константинополь. В Константинополе кроме прочих зверств, турки утопили в Босфоре 500 выходцев из Пелопоннеса, только по причине их происхождения. Считая, что глава «миллета» (рода) христиан несёт ответственность за восстание, и для устрашения православного греческого населения, турки повесили патриарха Григория и отдали его тело на поругание константинопольским евреям:А-402.
Григорий V (Патриарх Константинопольский), роль которого в событиях до сих вызывает споры у греческих историков, стал новомучеником. Кораис, оставаясь в пылу идеологической борьбы, писал сразу после убийства патриарха: «О этот идиот султан ! Он режет своих друзей, вместо того, чтобы дарить им кафтаны»:64.
Хотя сам Кораис, по другой причине, также противился началу революции, считая, что восстание преждевременно и что следует продолжить просвещение нации, как только революция разразилась, организовал в Париже Комитет поддержки революции.
Одним из руководителей Комитета стал Пикколос, который немедленно включился в сбор денег и припасов для повстанцев и лоббирование греческого дела за рубежом. В августе 1821 Пикколос вместе с К. Полихрониадисом неоднократно встречались с послом США в Париже (Галлатин, Альберт). В рамках этой своей деятельности Пикколос, по совету Кораиса, посетил Лондон в сентябре 1821 года.
Сразу после возвращения в Париж, в конце октября, Пикколос стал готовить свой отъезд в восставшую Грецию. Однако только в июле 1822 года он прибыл на остров Идра. Развив бурную политическую деятельность и получив признание знати острова, и в основном братьев Кунтуриоти, Пикколос становится почётным гражданином острова. Одновременно он был назначен членом делегации Идры на Веронский конгресс. Однако претензии Пикколоса возглавить делегацию и полученный отказ послужили причиной того, что Пикколос вернул идриотам своё почётное гражданство и отбыл с острова.

## Ионические острова
В начале 1823 года Пикколос, по пути в Париж, прибыл на Ионические острова. Но в марте в городе Аргостолион острова Кефалиния он встретился с Fr. Guilford, основателем Ионической Академии Керкиры, и принял его предложение преподавать там философию. В 1825 году он покидает Керкиру и отправляется в Болонью, чтобы продолжить своё медицинское образование. В июне 1829 году он получил звание профессора медицины в университете Пизы.

## Последние годы
По завершении учёбы Пикколос вернулся в Париж (1829), где работал в больницах, публиковал статьи медицинского содержания и одновременно изучал тексты древней греческой литературы. В 1830 году он уехал в Бухарест, где работал врачом, получив одновременно должности генерального инспектора школ и генерального инспектора городской больницы. В Бухаресте Пикколос прожил девять лет.
В 1840 году Пикколос вернулся в Париж, где в основном был занят написанием и изданием филологических и других научных и литературных трудов. Пикколос умер в Париже 16 марта 1865 года и похоронен на кладбище Пер-Лашез, возле могилы своего учителя и кумира Кораиса.

## Работы
В 1824 году Пикколос издал на Керкире в греческом переводе Рассуждение о методе Декарта и перевод Логики Арно со своими комментариями. Он также перевёл работу Бернардена де Сен-Пьера Павел и Виргиния (Поль и Виржини).
В последующие годы он опубликовал в Париже свои переводы французских рассказов, а в 1838 году сборник древней греческой поэзии и старинных западноевропейских поэтов. Незадолго до своей смерти он издал в 1863 году работу Аристотеля «История животных» (Περί Ζώων).

## Издания
- Σοφοκλέους Φιλοκτήτης (μετάφραση, θεατρική διασκευή), 1818
- Προς τους εν Οδησσώ φιλοθεάτρους Έλληνας, Παρίσι, 1819
- Προς τον Ιατρόν Γ. Γλαράκην επιστρέφοντα εις την πατρίδα αυτού Χίον, 1820
- Chios. La Grece et l’ Europe, Παρίσι, 1822
- The death of Demosthenes (translated from the modern Greek by Gregorios Palaeologus), Cambridge, 1824
- Λόγος περί μεθόδου του Ρενάτου Καρτεσίου (μετάφραση), Κερκύρα, 1824
- Τα κατά Παύλον και Βιργινίαν (μετάφραση), Παρίσι, 1824
- Φιλομούσου Πάρεργα, ήτοι συλλογή ποιημάτων, Παρίσι, 1838
- Un habitant de la Valachie, Paul Kisselef et les principautes de Valachie et de Moldavie, Παρίσι, 1841
- Διηγήματα Βερναρδίνου Σαϊμπιέρου (2η έκδοση, μετάφραση), Παρίσι, 1841
- Quelques observations sur le texte de Babrius (πρόλογος του Α.F. Didot), Παρίσι, 1845
- Sur quelques passages de Babrius et de Theocrite, Saint Cloud, 1845
- Paraphrases inedites de deux fables de Babrius, suivies des quelques observations sur cet auteur (extrait de la Nouvelle Revue Encyclopedique), 1846
- Nicolas de Damas.Vie de Cecar (Fragnent recemment decouvert et publie pour la premiere fois en 1849. Αccompagnee d’ une traduction francaise par.M.A. Didot, et suivie d’ observations sur tous les fragments du meme auteur), Παρίσι, 1850
- Supplement a l’ Anthologie grecque, Παρίσι, 1853[10][11].
- Sur une nouvelle edition des fragments de Plutarque et sur une epigramme de Palladas (extrait de la Revue Archeologique), Παρίσι, 1855
- Περί ζώων ιστορίας βιβλία Θ΄, εφ’ οις και δέκατον, το νόθον (επιμέλεια), Παρίσι, 1863
- Ποιμενικών τα κατά Δάφνιν και Χλόην λόγοι τέτταρες (επιμέλεια), Παρίσι, 1866[12].